# Prosopocera rufipennis
Prosopocera rufipennis är en skalbaggsart som beskrevs av Stefan von Breuning 1957. Prosopocera rufipennis ingår i släktet Prosopocera och familjen långhorningar. Inga underarter finns listade i Catalogue of Life.